# Краон (Эна)
Краон (правильно «Кран») (фр. Craonne) — коммуна на севере Франции, регион О-де-Франс, департамент Эна, округ Лан, кантон Вильнёв-сюр-Эн. Расположена в 25 км к юго-востоку от Лана и в 33 км к северо-западу от Реймса, в 15 км от автомагистрали А26 «Англия».
Население (2018) — 83 человека.

## История
В сражении при Краоне 7 марта 1814 года армия Наполеона I одержала одну из последних своих побед в ходе военной кампании 1814 года. В ходе одного из самых кровопролитных сражений французские войска заняли Кранское плато, но не достигли главной цели — разгромить армию Блюхера.
В XIX веке на высоком плато с видом на гору негоциант Анри Ванье создал клуб «Калифорния» по типу американского салона, включавший гостиницу, зоопарк и сад экзотических растений Северной Америки. Это место было очень популярно у зажиточных граждан Реймса. Плато «Калифорния» серьезно пострадало во время Первой мировой войны, но отдельные экзотические растения, пережившие войну, можно увидеть и сейчас.
Во время Первой мировой войны Кран стал местом ожесточенных боев, последовавших за Битвой на Эне. Деревня оказалась на линии фронта и была практически стерта с лица земли. Французские войска несли большие потери, в результате чего имели место массовые случаи неповиновения командирам. История борьбы и протеста французских солдат лежит в основе известной песни «La Chanson de Craonne».

## Достопримечательности
- Здание мэрии 1926 года
- Церковь Святого Мартена 1931 года
- Плато «Калифорния» с садом экзотических растений и памятником участникам Первой мировой войны

## Население
| 1962 | 1968 | 1975 | 1982 | 1990 | 1999 | 2018 |
| ---- | ---- | ---- | ---- | ---- | ---- | ---- |
| 150  | 140  | 96   | 78   | 68   | 67   | 83   |

## Галерея

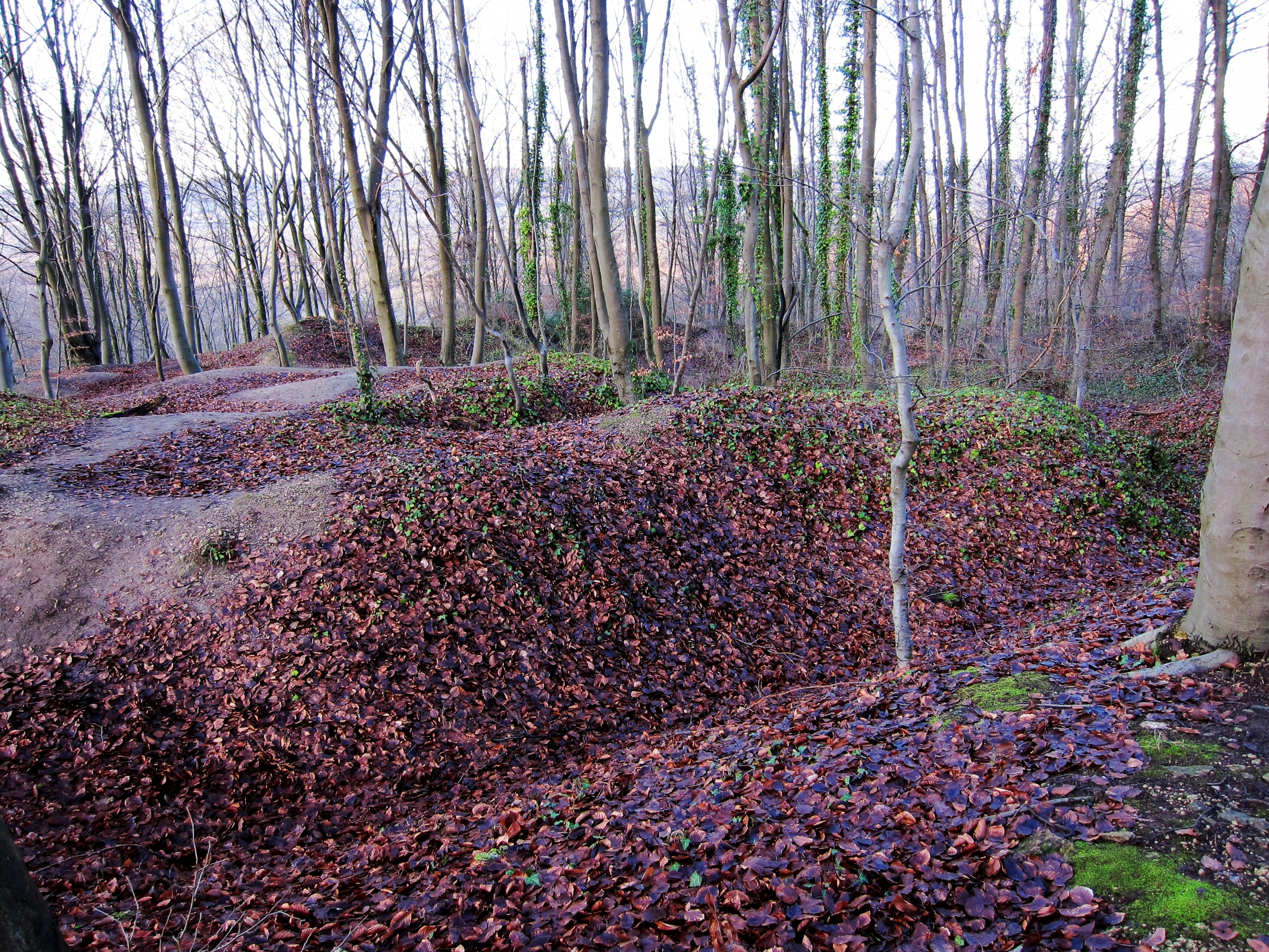
Остатки окопов на плато «Калифорния»
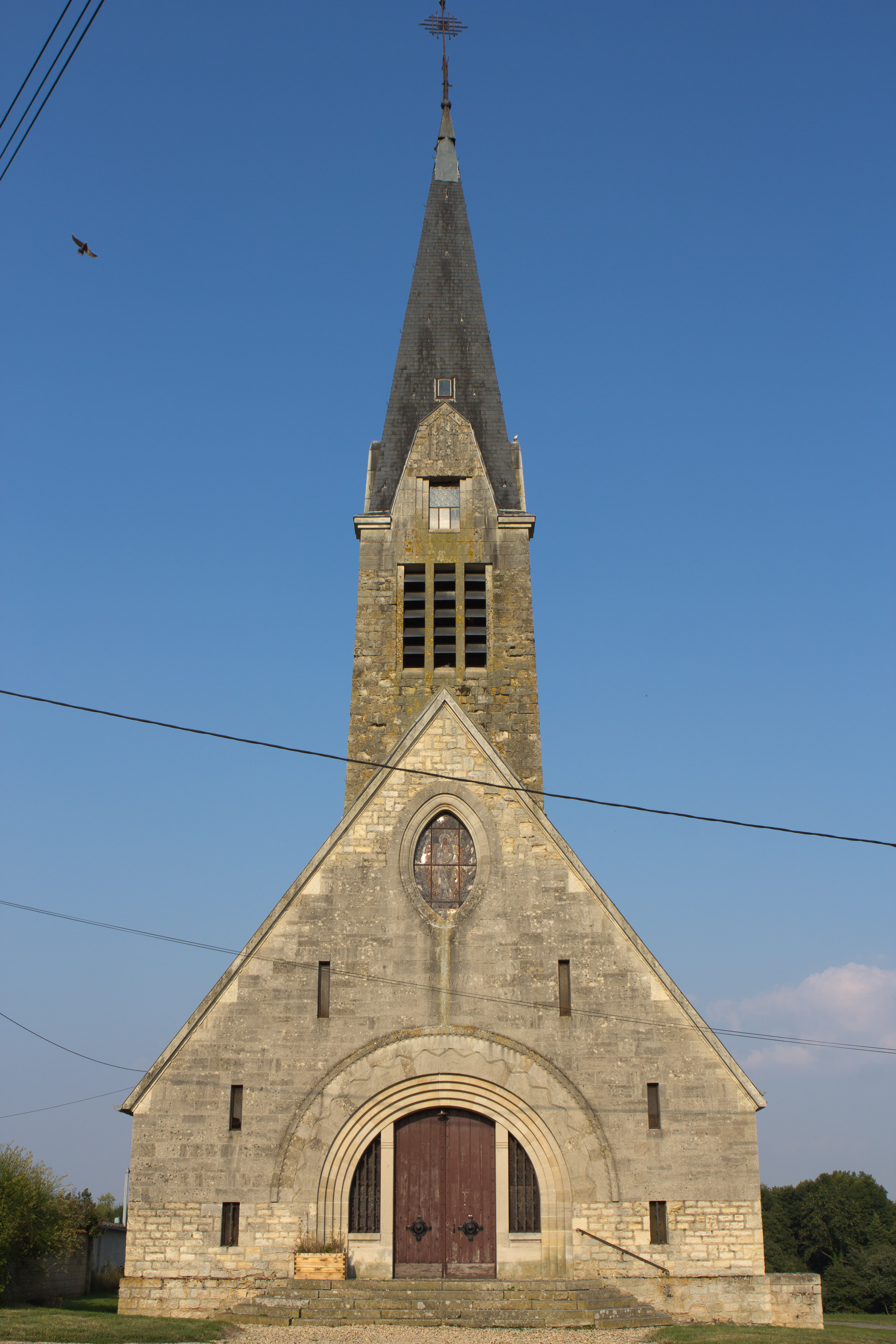
Церковь Святого Мартена